# Temple d'Amenhotep II
El temple d'Amenhotep II és un temple situat just al nord del Ramesseum, al grup de necròpolis de l'oest de Luxor.

## Construcció
Fou construït pel faraó Amenhotep II.Va ser excavada a la roca verge de la Vall dels Reis i va quedar emplaçada al fons d'un wadi que desemboca al centre de la Vall; lluny, per tant, del sepulcre del pare d'Amenhotep, Tutmosis III.

## Estructura
El traçat de la tomba d'Amenhotep II, amb el seu eix principal trencat, segueix el model de la sepultura de Tutmosis III, com també la seva decoració mural, que té com a principal motiu el Llibre d'Amduat, el viatge nocturn del déu sol Ra. Certes «faltes d'ortografia» i llacunes del text d'Amenhotep II es repeteixen en la tomba del seu pare, el que demostra que les dues inscripcions van procedir d'un únic papir original que, deteriorat en alguns punts, va fer que el pintor s'equivoqués.
El sarcòfag d'Amenhotep es va col·locar a la cambra funerària, en un sòl rebaixat que forma una cripta. Allà va localitzar la mòmia del faraó en 1898 l'arqueòleg Victor Loret, el descobridor de la tomba KV35, com se l'anomena. No obstant això, la troballa de la mòmia del titular del sepulcre no és el que fa que el descobriment de Loret sigui considerat com un dels més importants de la Vall dels Reis. En la seva exploració, l'arqueòleg francès va descobrir, en una estada a la dreta de la cambra funerària, tres mòmies destapades, col·locades una al costat de l'altra; d'una d'elles avui sabem que correspon a la reina Tiy.

## Excavacions modernes
El temple funerari va ser excavat a la fi de segle xix per l'arqueòleg britànic Flinders Petrie (1853-1942), els resultats els va publicar a Six Temples at Thebes, (1896).
L'any 1997, el Centre d'Egiptologia Francesco Ballerini, fundat el 1993 per l'egiptòleg italià Angelo Sesana, va iniciar un projecte arqueològic en el Temple de Milions d'Anys -com l'anomenaven els antics egipcis-. Les investigacions realitzades en els últims anys han confirmat que a l'àrea en la qual es va aixecar el temple durant la dinastia XVIII, a l'inici de l'Imperi Nou, un dels períodes de màxima esplendor de l'Egipte faraònic, es localitzava antigament una necròpoli que datava entre l'Imperi Mitjà i el Segon Període Intermedi. Una nova necròpolis es va establir al Tercer Període Intermedi, és a dir, després de l'Imperi Nou.